# Мамедов, Имран Сафаралы оглы
Имран Сафаралы оглы (Сафар оглы) Мамедов (азерб. İmran Səfəralı oğlu Məmmədov; 1902, Джеватский уезд — 1972, Ждановский район) — советский азербайджанский животновод, Герой Социалистического Труда (1948).

## Биография
Родился в 1902 году в селе Таталылар Джеватского уезда Бакинской губернии (ныне — в Бейлаганском районе Азербайджана).
С 1937 года — старший чабан, заведующий фермой, председатель колхоза «Новая жизнь» Ждановского района. В 1947 году вырастил от 420 овцематок 508 ягнят при среднем весе ягнят к отбивке 43 килограмма.
Указом Президиума Верховного Совета СССР от 17 августа 1948 года за получение в 1947 году высокой продуктивности животноводства Мамедову Имрану Сафаралы оглы присвоено звание Героя Социалистического Труда с вручением ордена Ленина и золотой медали «Серп и Молот».
Скончался в 1972 году в родном селе.